# Daman
Daman (in marathi दमण, in gujarati દમણ, in portoghese Damão) è una città dell'India di 35.743 abitanti, capoluogo del distretto di Daman, nel territorio federato di Daman e Diu, di cui è capitale. In base al numero di abitanti la città rientra nella classe III (da 20.000 a 49.999 persone).
Daman è stata la capitale dell'India portoghese fino al raggiungimento dell'indipendenza di quest'ultima, nel 1947.

## Geografia fisica
La città è situata lungo l'estremità orientale del golfo di Khambhat.

## Storia
Il capitano maggiore portoghese Diogo de Melo arrivò per caso sulla costa di Daman nel 1523 mentre navigava verso Hormoz. Fu infatti colto da una violenta tempesta e la sua barca fu sospinta verso la costa di Daman. Poco dopo la località fu acquisita come colonia portoghese per oltre 400 anni. Un forte più grande fu costruito a Moti Daman nel XVI secolo per proteggersi dai Moghul, che avevano governato l'area fino all'arrivo dei portoghesi.
Daman è stata annessa nell'Unione Indiana nel dicembre 1961 dopo un attacco e un'invasione da parte dell'esercito indiano. Ne seguì una breve battaglia con la guarnigione portoghese che, trovandosi in enorme inferiorità numerica, fu costretta ad arrendersi. La battaglia lasciò un saldo quattro indiani morti e 14 feriti; le vittime portoghesi ammontarono a 10 morti e due feriti.

## Monumenti e luoghi d'interesse
- Forte di Nani Daman
- Forte di Moti Daman

## Società

### Evoluzione demografica
Al censimento del 2001 Daman aveva una popolazione di 35.743 abitanti, i maschi costituivano il 54% della popolazione (18.974) e le femmine il 46% (16.769). Il tasso di alfabetizzazione era del 76% (27.042 persone), contro una media nazionale del 64,84%. I maschi alfabetizzati erano l'81% (15.328) e le femmine il 70% (11.714). Inoltre a Daman il 12% della popolazione (4.294) ha un'età inferiore ai 6 anni, dei quali 2.255 maschi e 2.039 femmine.